# أبو سعن الكبير
أبو سعن الكبير أو أبو سعن هندي (Leptoptilos dubius) هو طائر ينتمي إلى عائلة اللقلق، وتتواجد في حنوب آسيا وبصورة رئيسية في الهند وتمتد شرقا إلى بورنيو، وتوجد البعض منها في أسام وكمبوديا، وتفترق في موسم التكاثر.
- وقدر عددها عا 2008 بألف طائر بعدما كانت شائعة في مدينة كلكتا وتقدر من طرف السكان والبرهان استخذامها لشعارها في شاحنات عمال النظافة وتعرف محليا باسم هارجيلا.

## الوصف

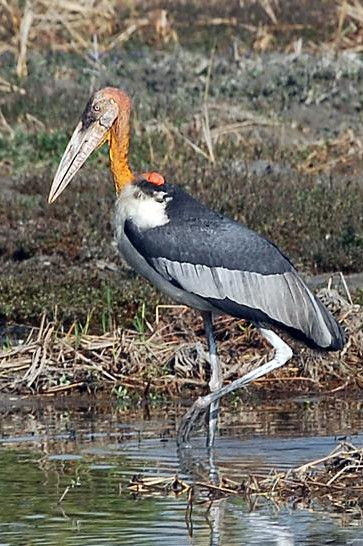
أبو سعن الكبير في منطقة رطبة

- وهذا الطائر كبير الحجم بحيث يصل طولها عندما يقف 145-150 سم ومع طول جناحيه 250 سم / وله أجنحة رمادية غامقة وأطراف الجناح رمادي فاتح بينما الصدر لونه أبيض وله جلد أحمر خارج من خلف الرقبة والعنق برتقالي اللون وله كيس في حلقه بينما الرأس عارية صفراء غامقة وبني فاقع والسيقان رمادية والمنقار رمادي أبيض اللون. وهي تشبه كثيرا أبو سعن الأفريقي.
- ومعظم اللقالق تطير مع الرقبة الممدودة أما أبو سعن بأنواعه الثلاثة ترجع اعناقهم في الطيران كما تفعل طيور مالك الحزين، وربما يعود ذلك لثقل الرأس والمنقار.

## التوزيع
- وتعرف هذه الطيور أنها من الطيور قاتلة الأفاعي في سهول نهر شمال الهند ولكن مناطق تكاثرها غير معروفة وقد أعتقد أنها تضع أعشاشها في بورما وباغو بالقرب من نهر سيتونغ.